# معاملة المثليين في إسكتلندا
تتماشى حقوق المثليات والمثليين ومزدوجي الميول الجنسية والمتحولين جنسياً (اختصاراً: LGBT) في اسكتلندا بشكل عام مع المملكة المتحدة، التي تطورت على نطاق واسع مع مرور الوقت وتعتبر الآن من أكثرها تقدما في أوروبا. في عامي 2015 و 2016، تم الاعتراف باسكتلندا على أنها «أفضل بلد في أوروبا للمساواة القانونية لمجتمع المثليين».
أصبح النشاط الجنسي المثلي قانونيًا منذ عام 1981 وتساوت السن القانونية للنشاط الجنسي المثلي مع السن القانونية للنشاط الجنسي المغاير منذ عام 2001، على 16 سنة. أقر البرلمان الإسكتلندي قانون زواج المثليين في فبراير 2014 وحصل على الموافقة الملكية في 12 مارس 2014، ودخل حيز التنفيذ في 16 ديسمبر 2014 مع قيام العديد من الشركاء المدنين بتحويل علاقاتهم إلى زواج، في حين تم عقد أول مراسم زواج المثلييت في 31 ديسمبر 2014. وكانت الشراكات المدنية للشركاء المثليين قانونية منذ عام 2005. كما تم منح الأزواج المثليين التبني المشترك وتبني أحد الشريكين للطفل البيولوجي للشريك الآخر منذ عام 2009، وتم حظر التمييز على أساس التوجه الجنسي والهوية الجندرية منذ عام 2010.

## قانونية النشاط الجنسي المثلي
كان الوضع القانوني التاريخي للمثلية الجنسية بين الذكور صعبا: «لا تنطوي جريمة السدومية في القانون العام على عدم وجود الموافقة من جانب الطرف السالب أو المتقبل. ويعكس هذا رفضًا عامًا سابقًا للمثلية الجنسية، والنظرة لكلا الطرفين بكونهما مذنبان في الجريمة». تعتبر العقوبات المسجلة محدودة مقارنة بالخملات التطهيير مثل محاكمات السدومية في أوتريخت، سواء بسبب عدم وجود أدلة على الإساءة أو المقاضاة أو الوثائق الناجية. كتب البارون هيوم أن «الجريمة مذكورة مرتين فقط في سياق سجلاتنا»، مستشهدا بمقاضاة مزدوجة في عام 1570 ومقاضاة واحدة في عام 1630، مع ملاحظة البهيمية في كثير من الأحيان، جميع الحالات يعاقب عليها بالإعدام. وقد أضاف نص قانوني مؤرخ في عام 1832 حالة حديثة في ذلك الوقت، تم فيها نقل رجل مدى الحياة (إلى أستراليا)، بعد اعترافه بممارسته للسدومية مرتين من أصل تسع متهمين في البداية. ومع ذلك، يوثق مصدر أرشيفي آخر عينة إضافية، وهي لجنة محاكمة غافن بيل في عام 1645.
في عام 1889، أصبحت اسكتلندا آخر ولاية قضائية في أوروبا تلغي عقوبة الإعدام بسبب ممارسة الجنس المثلي، مما أدى إلى تخفيض العقوبة إلى السجن مدى الحياة.
صوت برلمان المملكة المتحدة لتمرير قانون «الجرائم الجنسية 1967» الذي ألغى تجريم المثلية الجنسية جزئيا في إنجلترا وويلز فقط. تم تقنين النشاط الجنسي المثلي في اسكتلندا - على نفس الأساس الذي استخدم في قانون 1967 - بموجب المادة 80 من «قانون العدالة الجنائية (اسكتلندا) 1980»، الذي دخل حيز التنفيذ في 1 فبراير 1981. تم إلغاء القسم 2A، التشريع الذي منع الترويج للمثلية الجنسية، في اسكتلندا خلال العامين الأولين من إنشاء البرلمان الإسكتلندي من خلال «قانون المعايير الأخلاقية في الحياة العامة وما إلى ذلك (اسكتلندا) 2000».
في يونيو/حزيران 2018، أصدر البرلمان الإسكتلندي «قانون الجرائم الجنسية التاريخية (العفو والتجاهل) 2018»، وهو قانون أصدر عفواً رسمياً للرجال، الأحياء والموتى، الذين أدينوا بتهمة ممارسة الجنس بالتراضي مع رجال آخرين قبل إلغاء تجريم ذلك. على الرغم من أن العفو هو أمر رمزي بحت، إلا أن القانون يسمح أيضًا لأي شخص لديه حبس تاريخي بسبب النشاط الجنسي المثلي، قانوني حاليا، بتقديم طلب «تجاهل» رسمي. إذا قبل الوزير المختص طلب التجاهل، فهذا يمنع من إدراج المعلومات في فحوص الإفصاح ويعامل الجريمة على أنها لم تحدث.

## الاعتراف القانوني بالعلاقات المثلية

### الشراكات المدنية
أصبحت الشراكات المدنية قانونية للشركاء المثليين في اسكتلندا منذ عام 2005، عندما أقر برلمان المملكة المتحدة قانون الشراكة المدنية لعام 2004. قانون يعطي الشركاء المثليين معظم (وليس كل) حقوق ومسؤوليات الزواج المدني. ويحق للشركاء المدنيين نفس حقوق الملكية كما يحق للمتزوجين المغايرين، كما يعطي للشركاء نفس الإعفاء الذي يحصل عليه المتزوجون على ضريبة الميراث، والضمان الاجتماعي والتقاعد والفوائد، وأيضا القدرة على الحصول على مسؤولية الأبوة والأمومة لأطفال الشريك، وكذلك المسؤولية عن الصيانة المعقولة لشريكه وأطفاله، وحقوق الإيجار، والتأمين على الحياة الكاملة، وحقوق الأقرباء في المستشفيات، وغيرها. هناك عملية رسمية لإلغاء الشراكات شبيهة بالطلاق.
كان لتشريع زواج المثليين في اسكتلندا العديد من التأثيرات الملحوظة على التشريعات المتعلقة بالشراكات المدنية الاسكتلندية. على الرغم من أن الحكومة الاسكتلندية لم تقرر بعد ما إذا كانت ستفتح الشراكات المدنية للشركاء المغايرين أم لا، فقد اختارت الحكومة تقديم:
- اختبارات محتملة للهيئات الدينية والعقائدية للاجتماع عند عقد الزواج أو تسجيل الشراكات المدنية في ضوء تزايد المخاوف من حالات الزواج الزائفة والقسرية.

- الاحتفالات الدينية والمعتقدية لتسجيل الشراكات المدنية.

منذ تشرين الثاني/نوفمبر 2015، يمكن تحويل الشراكات المدنية التي تنشأ في أماكن أخرى في المملكة المتحدة بخلاف اسكتلندا (بما في ذلك أيرلندا الشمالية) إلى زواج دون أن يضطر الزوجان إلى حل الشراكة المدنية.

### زواج المثليين
يعتبر زواج المثليين قانوني في اسكتلندا منذ 16 ديسمبر 2016، وقد تم عقد أول زواج المثليين في 31 ديسمبر 2014. ينص القانون على أن المنظمات الدينية وعاقدي الزواج الفرديين ليسوا ملزمين بأداء مراسم الزواج للأزواج المثليين، على الرغم من السماح للمنظمات الدينية بتخويل رجال الدين للقيام بذلك.
في 25 يوليو 2012، أعلنت الحكومة الاسكتلندية أنها ستقوم بتشريع زواج المثليين. تم الإعلان عن هذه الخطوة على الرغم من المعارضة من قبل كل من كنيسة اسكتلندا ومن الكنيسة الكاثوليكية في اسكتلندا. على الرغم من إعلان نائبة الوزير الأول نيكولا ستورجيون عن هذه الخطوة بأنها «الشيء الصحيح الذي ينبغي عمله»، إلَّا أنها طمأنت الكنائس بأنها لن تلزمهم على عقد زواج المثليين. خلال مرحلة التشاور، تلقى الوزراء أكثر من 19,000 رسالة من الناخبين حول هذه القضية.
في 27 يونيو 2013، قدمت الحكومة الاسكتلندية «مشروع قانون الزواج والشراكة المدنية (اسكتلندا)» في البرلمان الإسكتلندي.
في 4 فبراير 2014، عقد البرلمان الإسكتلندي قراءته النهائية على مشروع القانون للسماح بزواج المثليين تمت الموافقة على مشروع القانون من خلال تصويت 108 صوتا لصالحه مقابل 15 صوتا ضده (108-15) وحصل على الموافقة الملكية في 12 مارس 2014. وافق برلمان المملكة المتحدة بالفعل على إجراء التعديلات اللازمة لقانون المساواة 2010 في المملكة المتحدة إذا قام البرلمان الإسكتلندي بسن تشريع زواج المثليين، وذلك للسماح بإعفاء بعض المنظمات الدينية والعقائدية من الاضطرار إلى القيام، أو المشاركة في زواج المثليين إذا خالف معتقداتها، كما هو منصوص عليه في مشروع القانون الإسكتلندي. وقعت أول حفلات زواج المثليين في 31 ديسمبر 2014، على الرغم من أنه يمكن تبديل الشراكة المدنية للحصول على شهادة الزواج من 16 ديسمبر 2014، لذا تم الاعتراف لأول مرة في نفس اليوم بأول زواج مثلي بموجب القانون الإسكتلندي.
في يونيو 2017، وافقت الكنيسة الأسقفية الأسكتلندية على زواج المثليين ضمن القانون الكنسي للكنيسة. هذا التغيير يؤثر فقط على الكنائس الأسقفية داخل اسكتلندا وليس على غيرها من الأديان أو طوائف الكنائس الأخرى. في مايو 2018، أقرت الجمعية العامة لكنيسة اسكتلندا في تصويت 345 صوتا لصالح مقابل 170 صوتا ضد (345-170) لإجراء اقتراح يهدف إلى تكليف لجنة بصياغة قانون الكنيسة بشأن مسألة زواج المثليين. وقد طُلب من لجنة الأسئلة القانونية التابعة لها تقديم تقرير إلى هيئة صنع القرار في عام 2020.

## التبني وتنظيم الأسرة
في 28 سبتمبر 2009، دخل التشريع الذي يسمح للشركاء والأزواج المثليين بتبني الأطفال في اسكتلندا. وفي الوقت نفسه، بدأ العمل ب«قانون تنظيم العناية بالأطفال (اسكتلندا) 2009»، مما يسمح للأزواج والشركاء المثليين باعتبارهم آباء وأمهات للتبني على نفس الأساس مثل أي شخص آخر.
الوضع القانوني فيما يتعلق بالترتيبات الأبوية المشتركة حيث يتبرع رجل مثلي الجنس أو شريكان أو زوجان مثليان بالحيوانات المنوية لشريكتين أو زوجتين مثليتين هو أمر معقد. بعد التغييرات التي نفذها «قانون الخصوبة البشرية وعلم الأجنة 2008»، من المرجح أن تعامل الزوجات والشريكات المثليات الذين تم التبرع لهما بالحيوانات المنوية كأولياء لطفلهم. إذا كانت الزوجتان أو الشريكتان اللذان تم التبرع لهما شريكتان مدنيتان/متزوجتان، فسيتم استبعاد وضع الأب تلقائياً. إذا كانت الشريكتان اللذان تم التبرع لهما ليستا شريكتين مدنيين/ متزوجين، فقد تتمكن الأمهات من اختيار ما إذا كن يرغبن في أن يكون الأب الثاني للطفل الأب البيولوجي أو الأم غير غير البيولوجية.
تأجير الأرحام غير التجاري قانوني في المملكة المتحدة، بما في ذلك اسكتلندا. يدعم القانون الآباء المثليين الذين ينجبون من خلال تأجير الأرحام في المملكة المتحدة بنفس الطريقة كما يفعل الأزواج المغايرون ويسمح للتطبيقات إلى المحكمة ذات الصلة، لأولئك الآباء الذين يرغبون في أن يكون اسمهما على شهادة ميلاد طفلهم كأبوين/وصيين قانونيين للطفل.

## الحماية من التمييز

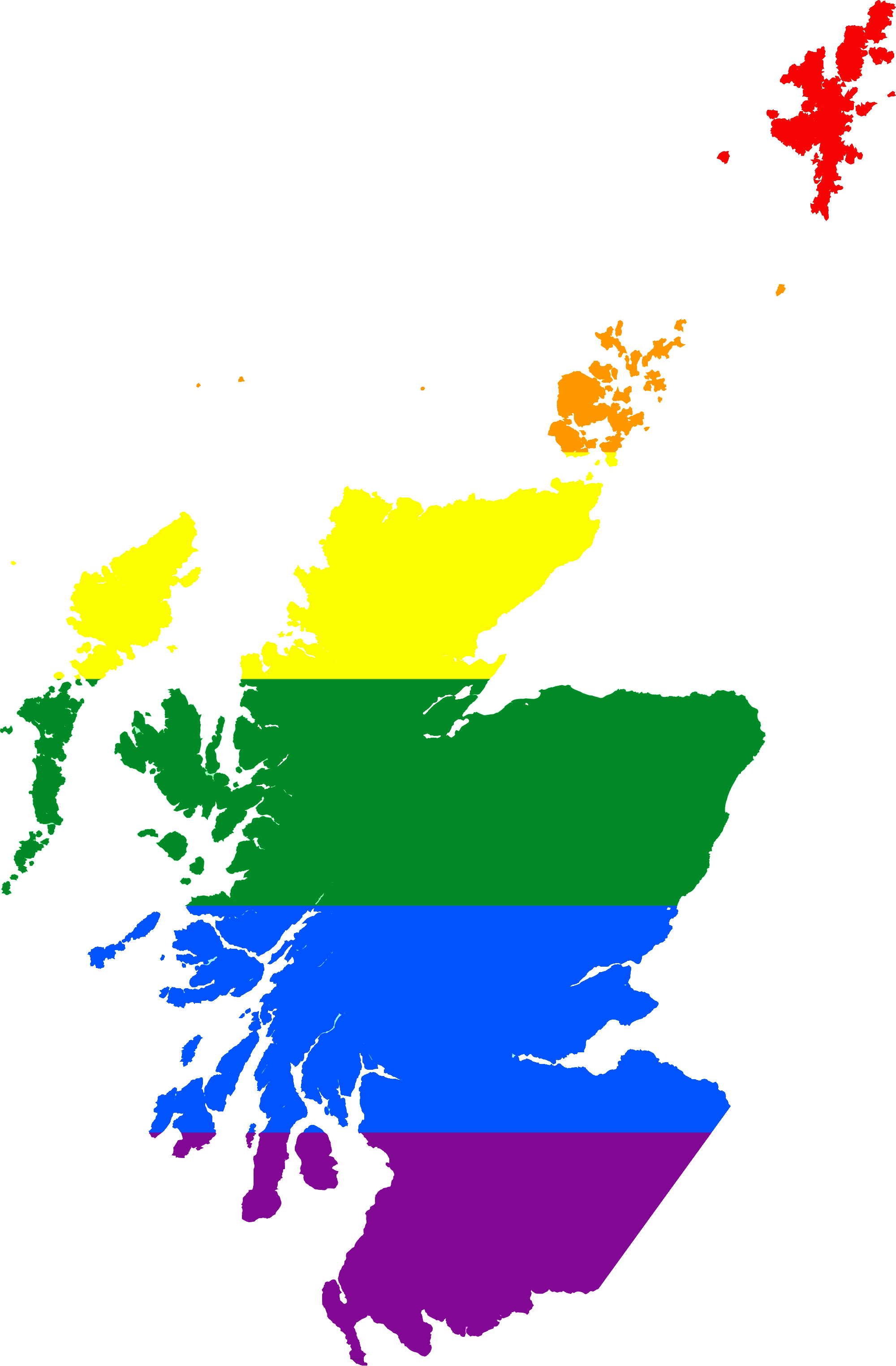
خريطة اسكتلندا مع علم فخر المثليين

أثر قانون المساواة لعام 2010 من قبل برلمان المملكة المتحدة بشكل مباشر على اسكتلندا. منذ التنفيذ، شمل القانون إعادة تحديد الجنس، والزواج والشراكة المدنية، والجنس، والتوجه الجنسي بين مجموعة من السمات الأخرى. يحظر القانون التمييز والمضايقة والإيذاء لشخص آخر لأنه ينتمي إلى مجموعة يحميها القانون، أو يتم الظن بأنه ينتمي إلى إحدى تلك الجماعات أو يرتبط بشخص يقوم بذلك.
في عام 2009، سنت اسكتلندا تشريعا ينص على تعزيز العقوبة إذا كان الدافع وراء ارتكاب الجريمة هو التوجه الجنسي للضحية أو هويتها الجندرية.

## الهوية الجندرية والتعبير عنها
قانون الاعتراف بالجندر 2004 في المملكة المتحدة، والذي ينص على الاعتراف رسميا بتغيير الشخص لجنسه القانوني ينطبق على اسكتلندا.
في عام 2018، أعلنت الحكومة الاسكتلندية عن خطط للبدء في تقديم «اعتراف قانوني بالجنس غير الثنائي|X» لخانة الجنس في وثائق الهوية، وكذلك تخفيض الحد الأدنى لسن التحول جنسيا إلى 16.

## التربية الجنسية
دعم بيان الحزب القومي الاسكتلندي في عام 2016 دروس التربية الجنسية، فضلا عن «تدريب المساواة» للمعلمين، والتي من شأنها أن تغطي قضايا مجتمع المثليين. في نوفمبر/تشرين الثاني 2018، أعلنت الحكومة الاسكتلندية عن تنفيذ التعليم الشامل لمجتمع المثليين في المناهج الدراسية الاسكتلندية. وقد رحب الناشطون المدافعون عن حقوق المثليين بهذه الخطوة، واستشهدوا بدراسات وجدت أن حوالي 9 من كل 10 من الأشخاص من مجتمع المثليين الاسكتدليون قد عانوا من رهاب المثلية في المدرسة، وأفاد 27% منهم بأنهم حاولوا الانتحار بعد تعرضهم للمضايقة والتنمر.

## ظروف الحياة

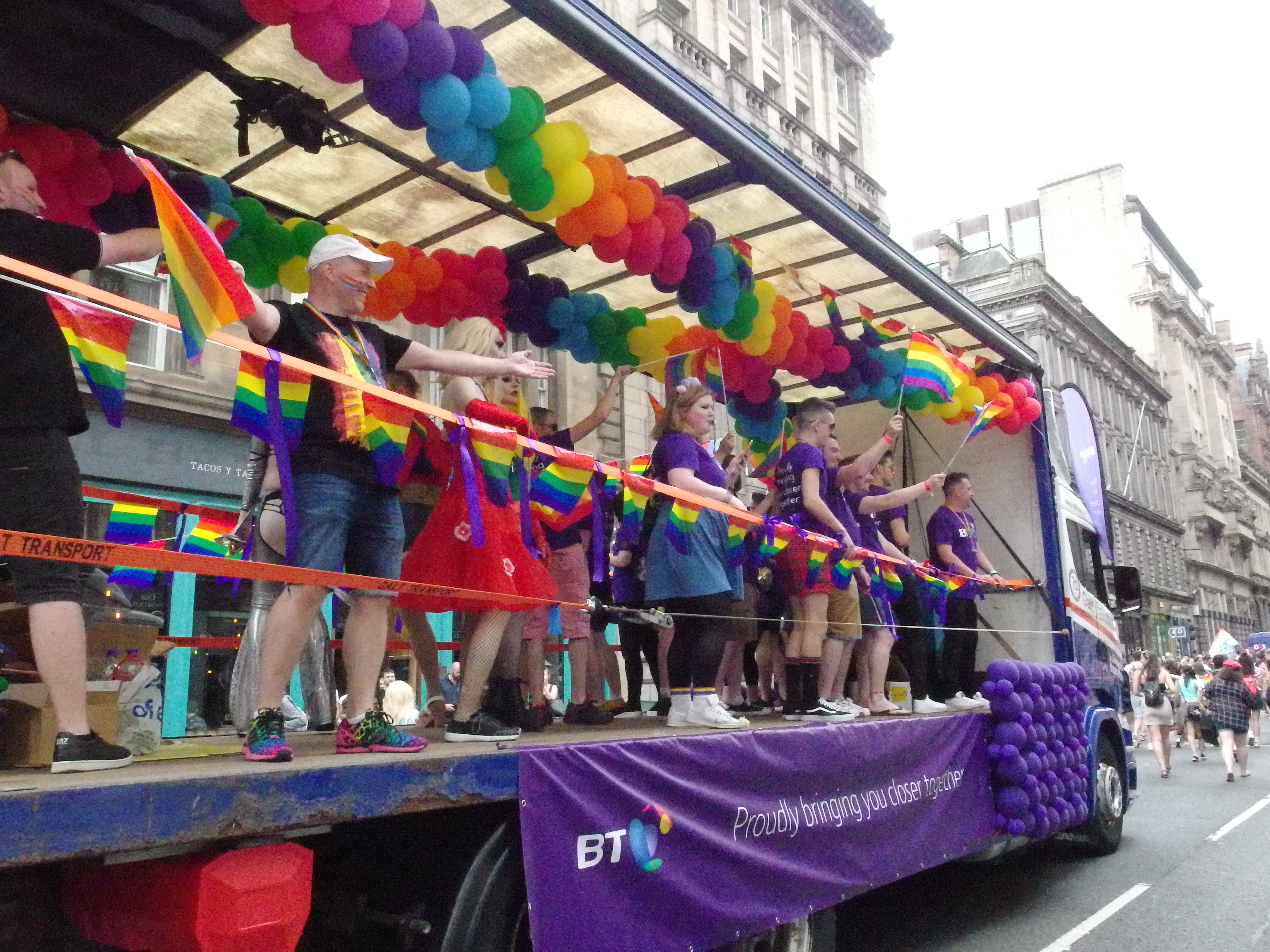
مشاركون في مسيرة فخر غلاسكو للمثليين في عام 2018

تغيرت المواقف تجاه أعضاء مجتمع المثليين بشكل كبير في اسكتلندا في بضعة عقود فقط. في الثمانينيات، كان الجو العام هو مظاهر رهاب المثلية، والعداء والكراهية العامة. في هذه الأوقات، كان امام أفراد مجتمع المثليين إما أن يظلوا غير معلنين عن توجههم الجنسي أو هويتهم الجندرية، أو ينتقلون إلى إنجلترا أو ينتحروا. على الرغم من أن انتشار الآراء والمناهج المتعصبة ضد مجتمع المثليين، بدأت مجموعات صغيرة من المثليين في التنظيم سياسياً واجتماعياً، داعين من بين أمور أخرى إلى إلغاء القسم 2A، الذي يحظر «الترويج للمثلية الجنسية»، والذي تم إلغاؤه في نهاية عام 2000 على الرغم من معارضة لذلك منظمة وقوية. بحلول أوائل عام 2000، أصبحت المواقف أكثر قبولًا بشكل متزايد. في عام 2004، سُن تشريع يسمح للأشخاص المتحولين جنسياً بتغيير جنسهم القانوني. تم تشريع الشراكات المدنية في عام 2005، متبوعة بالتبني في عام 2009 وزواج المثليين في عام 2014. في الوقت الحاضر، تعتبر اسكتلندا «واحدة من أكثر الدول الصديقة لمجتمع المثليين في العالم». ووصفت وسائل الإعلام تغير القبول الاجتماعي بأنه «تحول زلزالي»، إذ ازداد القبول الاجتماعي للعلاقات المثلية وأفراد مجتمع المثليين بشكل هائل. وفقا لمؤسسة الاتجاهات الاجتماعية الاسكتلندية، فإن حوالي 29% من الاسكتلنديين في عام 2000 رأوا أن «العلاقات المثلية ليست خاطئة على الإطلاق». في عام 2015، رأى 59% منهم هذا. أظهر استطلاع الرأي لعام 2014 الذي نشرته مؤسسة الاتجاهات الاجتماعية الاسكتلندية أن 68% من الاسكتلنديين يؤيدون زواج المثليين، بينما عارضه 17%. كان الدعم أعلى بين الشباب (83%) مقارنة بين الأشخاص فوق 65 (44%)، بين النساء (72%) بين الرجال (63%)، وبين الملحدين أو الأشخاص غير المتدينين (81%) مقارنة بالكاثوليك (60%)، أو أتباع كنيسة اسكتلندا (59 %).
في عام 2016، كان غالبية رؤساء الأحزاب السياسية الرئيسية في اسكتلندا من مجتمع المثليين علنا: كانت روث ديفيدسون رئيسة حزب المحافظين الإسكتلندي، كانت كيزيا دوغديل رئيسة حزب العمال الإسكتلندي، وكان باتريك هارفي رئيس حزب الخضر الإسكتلندي، وكان رئيس ديفيد كوبيرن الفرع الإسكتلندي لحزب استقلال المملكة المتحدة.
لدى كل من غلاسكو وادنبره حضور قوي لمجتمع المثليين، مع العديد من المثليين الحانات والنوادي والحانات والمطاعم. وإن كان أصغر حجما، فإن أبردين، ستيرلينغ ودندي أيضا تستضيف مجموعة متنوعة من الأماكن والأحداث الخاصة بمجتمع المثليين. تعد مسيرة فخر غلاسكو للمثليين، وهي مسيرة سنوية تعقد في الصيف، أكبر حدث للمثليين والمثليات ومزدوجي التوجه الجنسي والمتحولين جنسياً في اسكتلندا، بحضور حوالي 50,000 شخص. تقام مسيرة فخر سكوتيا للمثليين في إدنبره سنويًا في شهر يونيو، وتشتمل على مسيرة الفخر وشواء ومعرض.

## ملخص
| قانونية النشاط الجنسي المثلي                                                                  | (منذ عام 1981)                                   |
| المساواة في السن القانوني للنشاط الجنسي                                                       | (منذ عام 2001)                                   |
| قوانين مكافحة التمييز في التوظيف                                                              | (منذ عام 2010)                                   |
| قوانين مكافحة التمييز في توفير السلع والخدمات                                                 | (منذ عام 2010)                                   |
| قوانين مكافحة التمييز في جميع المجالات الأخرى (تتضمن التمييز غير المباشر، خطاب الكراهية)      | (منذ عام 2010)                                   |
| قوانين مكافحة أشكال التمييز المعنية بالهوية الجندرية                                          | (منذ عام 2010)                                   |
| قوانين جرائم الكراهية تشمل التوجه الجنسي والهوية الجندرية                                     | (منذ عام 2009)                                   |
| زواج المثليين                                                                                 | (منذ 2014)                                       |
| الاعتراف القانوني بالعلاقات المثلية                                                           | (منذ عام 2005)                                   |
| تبني أحد الشريكين للطفل البيولوجي للشريك الآخر                                                | (منذ عام 2009)                                   |
| التبني المشترك للأزواج المثليين                                                               | (منذ عام 2009)                                   |
| يسمح للمثليين والمثليات ومزدوجي التوجه الجنسي والمتحولين جنسيا بالخدمة علناً في القوات المسلحة | (منذ عام 2000)                                   |
| الحق بتغيير الجنس القانوني                                                                    | (منذ عام 2005)                                   |
| علاج التحويل محظور على القاصرين                                                               | No                                               |
| الحصول على أطفال أنابيب للمثليات                                                              | (منذ عام 2009)                                   |
| الأمومة التلقائية للطفل بعد الولادة                                                           | (منذ عام 2009)                                   |
| تأجير الأرحام التجاري للأزواج المثليين من الذكور                                              | (محظور لجميع الأزواج بغض النظر عن التوجه الجنسي) |
| تنفيذ خطة الحذف التلقائي أو قانون العفو                                                       | (منذ عام 2018)                                   |
| السماح للرجال الذين مارسوا الجنس الشرجي بالتبرع بالدم                                         | / (بعد فترة تأجيلية ل3 أشهر من عدم ممارسة الجنس) |